# London Champ Car Trophy 2003
London Champ Car Trophy 2003 var den fjärde deltävlingen i CART World Series 2003. Tävlingen kördes den 5 maj på Brands Hatch i Storbritannien. Sébastien Bourdais tog sin första seger i CART, och det var även första gången en fransman vann en deltävling i serien. Paul Tracy behöll mästerskapsledningen, trots ett brutet lopp orsakat av växellådsproblem.

## Slutresultat
| Plats | Förare              | Team                      | Grid | Kvaltid |
| ----- | ------------------- | ------------------------- | ---- | ------- |
| 1     | Sébastien Bourdais  | Newman/Haas Racing        | 2    | 37,044  |
| 2     | Bruno Junqueira     | Newman/Haas Racing        | 3    | 37,022  |
| 3     | Mario Domínguez     | Herdez Competition        | 7    | 37,544  |
| 4     | Oriol Servià        | Patrick Racing            | 4    | 37,254  |
| 5     | Patrick Carpentier  | Forsythe Racing           | 9    | 37,580  |
| 6     | Michel Jourdain Jr. | Team Rahal                | 10   | 37,705  |
| 7     | Roberto Moreno      | Herdez Competition        | 12   | 37,730  |
| 8     | Alex Tagliani       | Rocketsports Racing       | 5    | 37,422  |
| 9     | Mario Haberfeld     | Conquest Racing           | 11   | 37,719  |
| 10    | Darren Manning      | Walker Racing             | 8    | 37,565  |
| 11    | Patrick Lemarié     | PK Racing                 | 17   | 38,286  |
| 12    | Adrián Fernández    | Fernández Racing          | 6    | 37,468  |
| 13    | Joël Camathias      | Dale Coyne Racing         | 18   | 38,290  |
| 14    | Tiago Monteiro      | Fittipaldi-Dingman Racing | 15   | 38,073  |
| 15    | Rodolfo Lavín       | Walker Racing             | 19   | 38,423  |
| 16    | Paul Tracy          | Forsythe Racing           | 1    | 37,006  |
| 17    | Ryan Hunter-Reay    | Spirit Team Johansson     | 16   | 38,115  |
| 18    | Alex Yoong          | Dale Coyne Racing         | 13   | 37,865  |
| 19    | Jimmy Vasser        | Spirit Team Johansson     | 14   | 37,982  |